# 전갈과 개구리

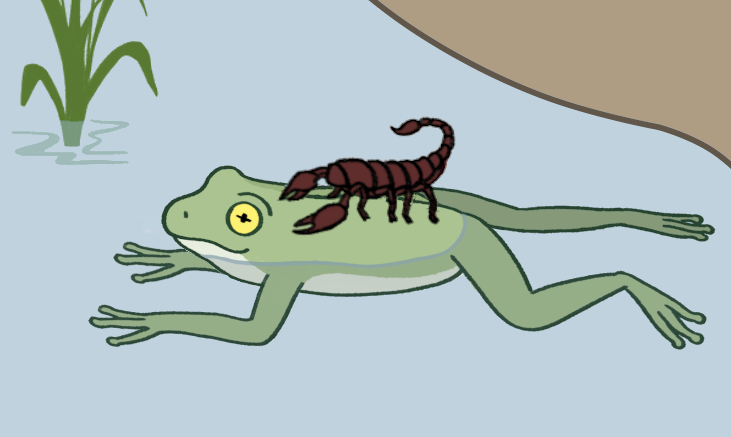

《전갈과 개구리》(영어: The Scorpion and the Frog)는 흔히 이솝이 만든 것으로 통용되곤 하는, 작자 미상의 우화이다. 이야기는 전갈이 개구리에게 강을 건널 수 있게 해 달라고 부탁하는데서 시작된다. 개구리는 전갈이 독침으로 자신을 찌르지 않을까 두려워하는데, 전갈은 독침을 찌른다면 개구리가 죽으면서 자신도 물에 빠져 죽게 될 테니 걱정하지 않아도 된다고 개구리를 안심시킨다. 그 말을 들은 개구리는 안심하고 전갈을 등에 태워 준다. 하지만 강을 반쯤 건넜을 때, 전갈은 개구리를 찌르고, 그 결과 둘 다 죽게 된다. 죽어가던 개구리가 왜 찔렀느냐고 묻자, 전갈은 설명한다. "나는 전갈이야. 그게 내 본성이라고."
이 우화의 변종 중에는 개구리 자리에는 거북이, 여우, 농부, 전갈 자리에는 독사가 등장하는 판본도 있다.
이 이야기는 흔히 근본적으로 누군가가 억누를 수 없는 본성을 가지고 있음을 주장할 때 인용되곤 한다.

## 대중문화 속에서의 등장

### 영화
- 오슨 웰스의 영화 《미스터 알카딘》(《컨피덴셜 리포트》(1955)로도 알려짐)에도 이 이야기가 등장한다.
- 이 이야기는 포리스트 휘터커의 《크라잉 게임》(1992)에 사용된다.
- 《내츄럴 본 킬러》(1994)에서는 무당이 이 우화에서 개구리를 여자로, 전갈을 뱀으로 변형시킨 이야기를 말해 준다.
- 블레이크 에드워즈의 《스킨 딥》(1989)에도 이 이야기가 등장한다.
- 《솔져 오브 갓》(2005)에서는 십자군 시대의 성당기사에 대해 이 이야기가 언급된다.
- 니콜라스 빈딩 레픈 감독 영화 《드라이브》 (2011)에서 이 이야기가 은유적으로 묘사된다. 영화 주인공의 점퍼 등짝에 전갈의 형태가 그려져 있다.

## 관련글
- 《농부와 독사》